# Condado de Meagher
El condado de Meagher (en inglés: Meagher County), fundado en 1867, es uno de los 56 condados del estado estadounidense de Montana. En el año 2000 tenía una población de 1.932 habitantes con una densidad poblacional de 0,31 personas por km². La sede del condado es White Sulphur Springs.

## Geografía
Según la Oficina del Censo, el condado tiene un área total de 6203 km² (2395,0 mi²), de la cual 6195 km² (2391,9 mi²) es tierra y 8 km² (3,1 mi²) (0.13%) es agua.

### Condados adyacentes
- Condado de Cascade - norte
- Condado de Judith Basin - noreste
- Condado de Wheatland - este
- Condado de Sweet Grass - sureste
- Condado de Park - sur
- Condado de Gallatin - sur
- Condado de Broadwater - oeste
- Condado de Lewis and Clark - noroeste

### Carreteras
- U.S. Highway 12
- U.S. Highway 89

## Demografía
En el 2000 la renta per cápita promedia del condado era de $29,375, y el ingreso promedio para una familia era de $33,879. En 2000 los hombres tenían un ingreso per cápita de $22,083 versus $15,417 para las mujeres. El ingreso per cápita para el condado era de $15,019. Alrededor del 18.90% de la población estaba bajo el umbral de pobreza nacional.

## Comunidades

### Ciudad
- White Sulphur Springs

### Comunidades no incorporadas
- Martinsdale
- Minden
- Ringling
- Sixteen